# Piratininga piranga
Piratininga piranga là một loài bọ cánh cứng trong họ Cerambycidae.